# Kaban
Kaban – system jezior położony w granicach miasta Kazań w Tatarstanie, w Rosji. Składa się z trzech części (jezior), które ciągną się z północy na południe (od centrum do południowych dzielnic) i są połączone kanałami: Niżniego (Bliżniego) Kabanu, Sriedniego (Dalniego) Kabanu i Wierchniego (Boriskowskiego) Kabanu.
Jest to największy system jezior w tym rejonie Tatarstanu.

## Cechy

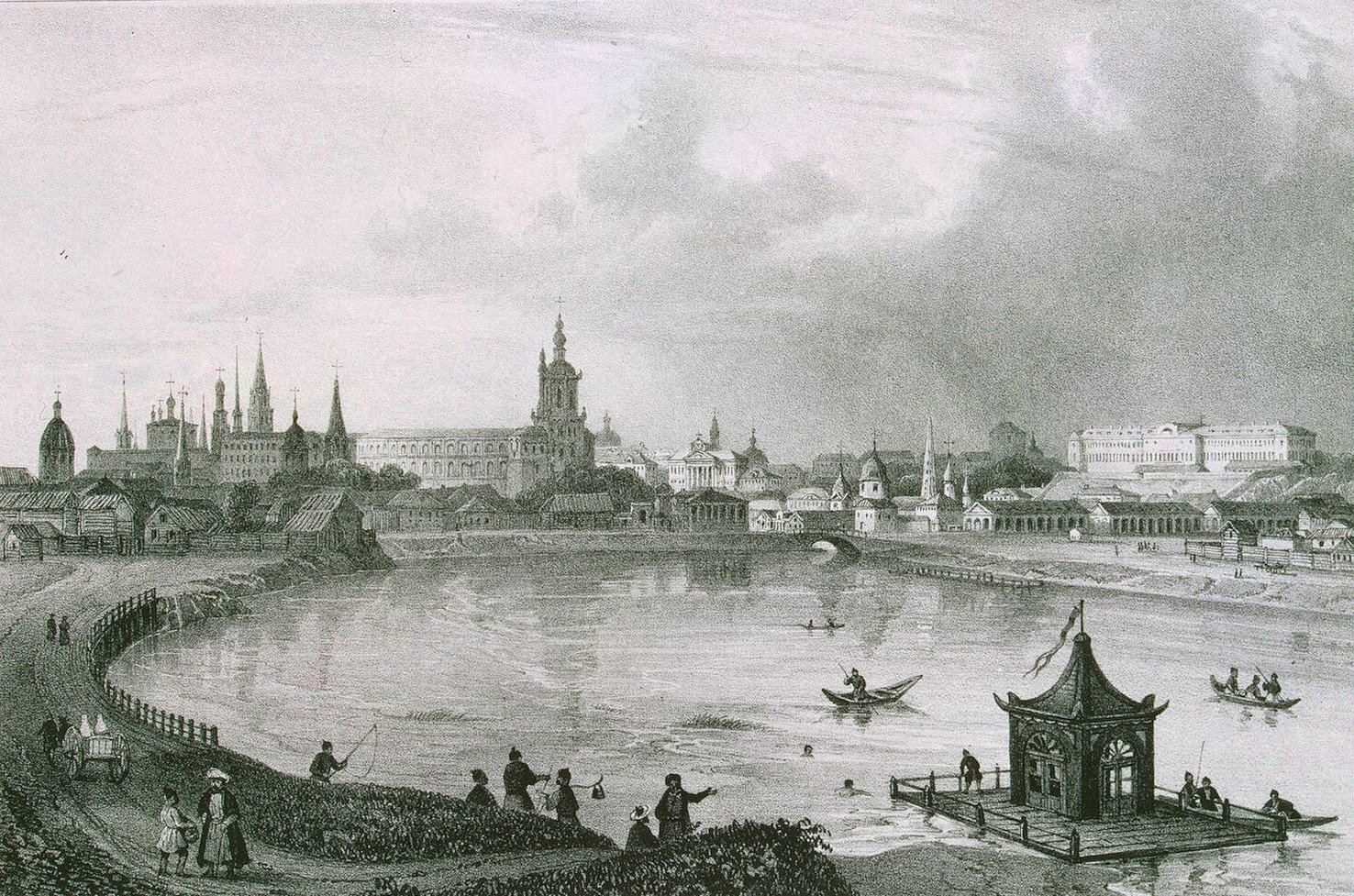
Widok na Niżnij Kaban i centrum Kazania (XIX wiek, rycina)

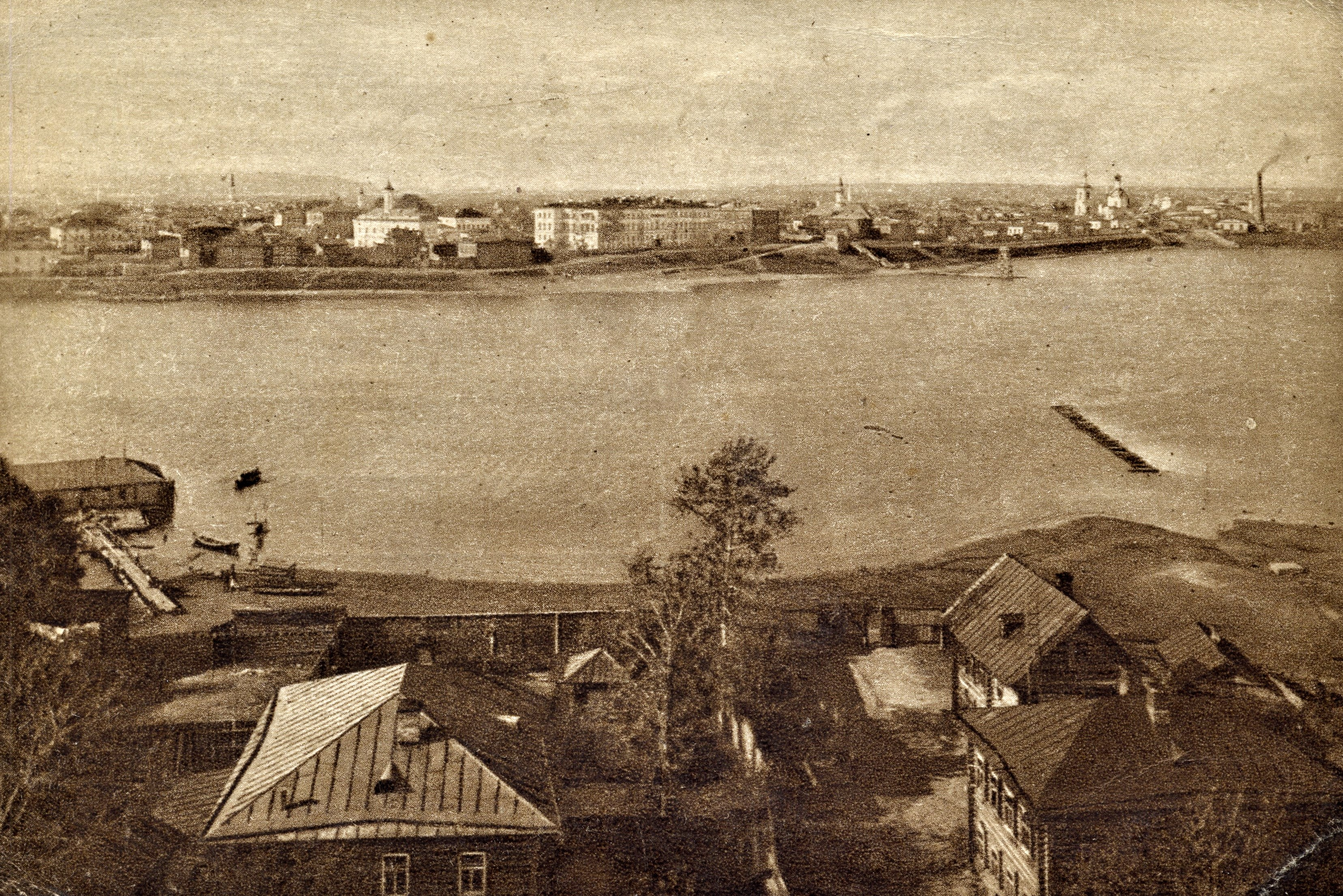
Widok na Niżnij Kaban i Staro-Tatarską Słobodę (1920–1930)

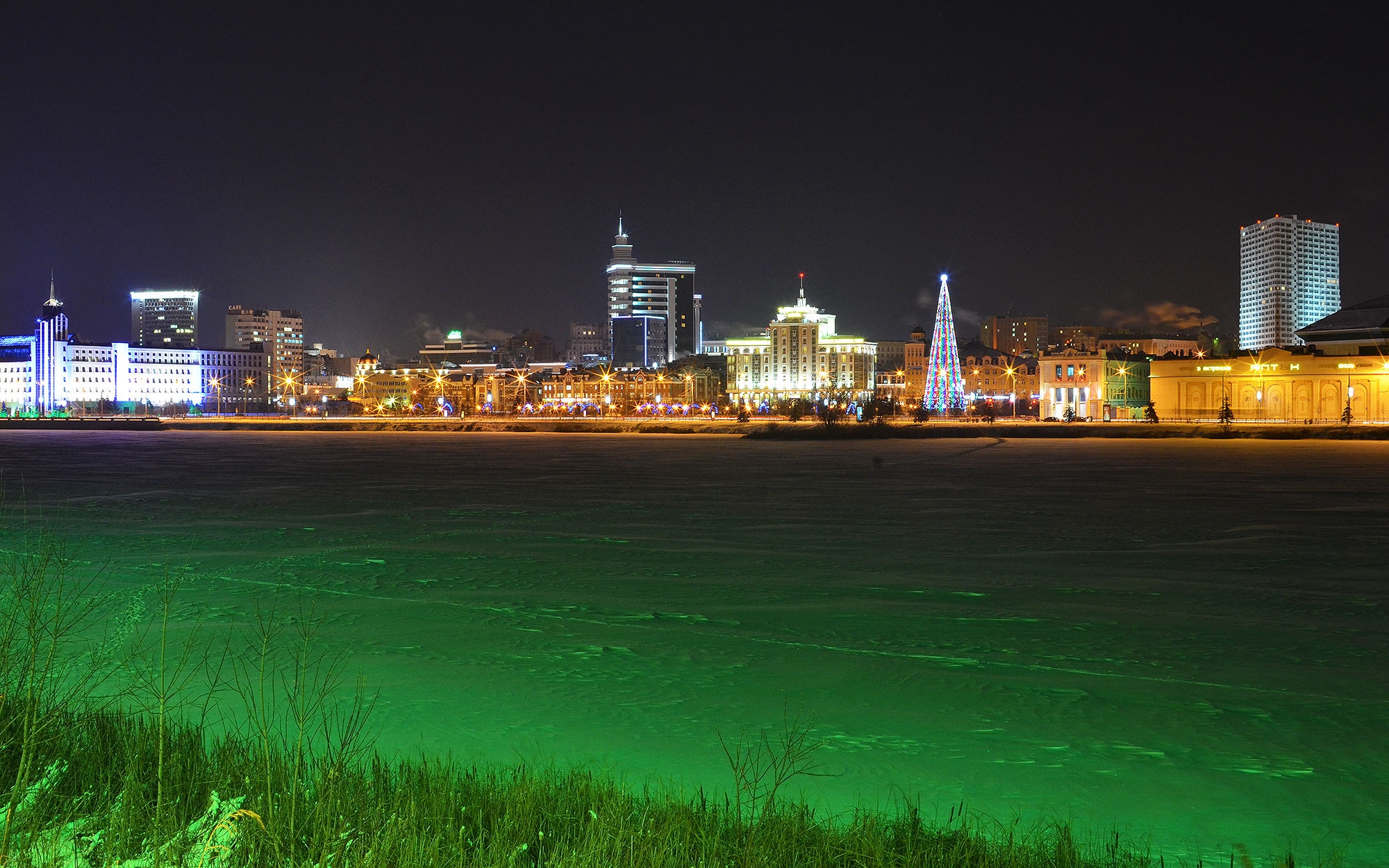
Wieczorny widok na Niżnij Kaban

Jeziora to właściwie starorzecze w miejscu dawnego zakola Wołgi, powstałe w zapadliskach krasowych. Rozciągają się z północy na południe wzdłuż krawędzi wysokiej terasy Wołgi. Wymiana wody między jeziorami Niżnim (Bliżnim) i Sreidnim (Dalnim) odbywa się przez Kanał Botaniczny (długość – 750 m, szerokość – 100–120 m, głębokość – 2–3 m), biegnący wzdłuż Kazańskiego Ogrodu Zoologicznego.
Niżnij Kaban od północy jest oddzielony od kanału Bułak groblą, przez którą okresowo przepompowywana jest woda z jeziora w celu regulacji poziomu kanału.
Sriednij (Dalnij) Kaban ma połączenie z Wołgą. Od jego południowej części biegnie Kanał Monastyrski, który łączy jezioro z odnogą Poduwalje.
Wierchnij (Boriskowskij) Kaban jest zamkniętym zbiornikiem wodnym, który nie ma połączenia hydrologicznego z innymi jeziorami: poziom wody w nim jest o około 2 m wyższy niż w Niżnim i Sriednim Kabanie.
Całkowita powierzchnia systemu jezior wynosi 186 hektarów. Długość Niżniego (Blizniego) i Sriedniego (Dalniego) Kabanu wraz z kanałem łączącym wynosi 5575 m, Wierchniego (Boriskowskiego) – 1030 m. Największa głębokość wynosi 19 m (Sriednij Kaban).
Przed wybudowaniem i napełnieniem Zbiornika Kujbyszewskiego jeziora były połączone kanałami z rzekami Wołgą i Kazanką. Aby zapobiec podnoszeniu się poziomu wody w jeziorach w wyniku napełniania zbiornika, kanały zostały łączące zostały zagrodzone tamami. Obecnie Kaban jest częściowo uregulowanym zbiornikiem wodnym, którego poziom utrzymuje się głównie na wysokości 51,5 m wysokości bezwzględnej. Nadmiar wody jest wypompowywany przez stacje pomp do Wołgi.

## Stan środowiska

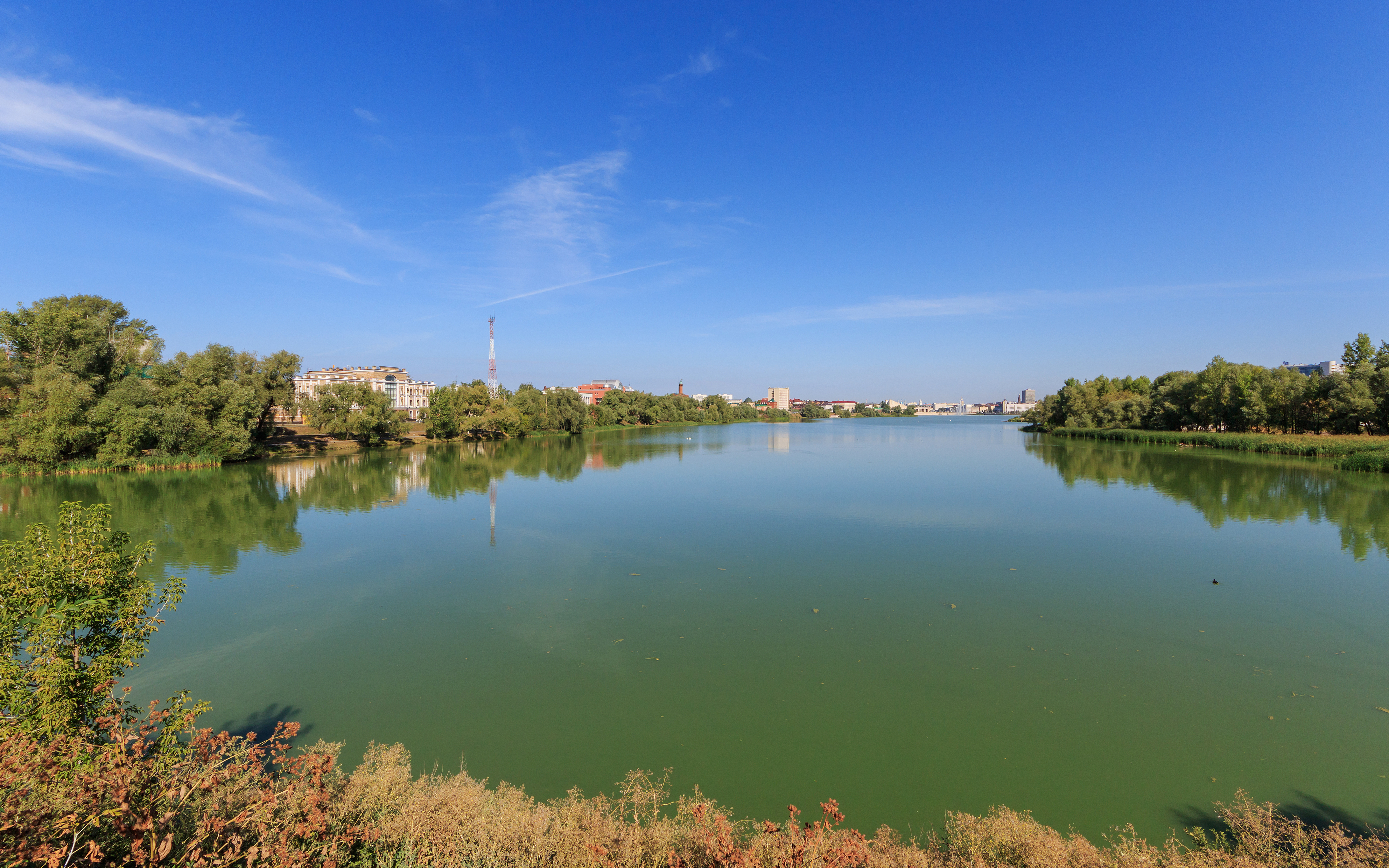
Jezioro Niżnij Kaban przed przebudową nabrzeża

Przez tysiąclecia jeziora zachowywały swoją naturalną czystość i obfitowały w ryby.
W XVI wieku zabudowa miejska zaczęła zbliżać się do Niżniego Kabanu. W połowie XVIII wieku brzegi zostały całkowicie zabudowane dzielnicami mieszkalnymi.
W drugiej połowie XIX wieku nad brzegami jeziora rozpoczęto intensywne budownictwo przemysłowe. Wszystkie ścieki odprowadzano do Niżniego Kabanu, przez co woda stała się niezdatna do picia.
W drugiej połowie lat siedemdziesiątych XX wieku w Niżnim Kabanie wyginęły ryby i prawie wszystkie bezkręgowce. W wyniku odpowiednich działań w latach 80. stan ekologiczny jeziora uległ pewnej poprawie: zmniejszyło się stężenie zanieczyszczeń i pojawiły się ryby.
Obecnie w jeziorach żyją kaczki, mewy, ryby i inne małe zwierzęta wodne.

## Nawigacja
Podczas dużych wylewów Wołgi jeziora łączyły się z rzeką i możliwe było przepływanie łodzi i małych jednostek pływających do Kabanu przez kanał Bułak na północy, a czasem tymczasowymi kanałami na południe od jeziora, które były używane jeszcze w czasach Chanatu Kazańskiego.
W 1878 roku rozpoczęto regularną żeglugę parową między źródłem Bułaku w Niżnim Kabanie i daczami na Dalekim (Środkowym) Kabanie.
Z czasem zaprzestano rejsów statkiem parowym po Kabanie, ale akwen dalej był wykorzystywany jako kanał wioślarski przez liczne towarzystwa sportowe zlokalizowane na jego brzegach.
Pod koniec lat dziewięćdziesiątych XX wieku podjęto próby wznowienia żeglugi na Niżnim Kabanie z wykorzystaniem statków motorowych „Łucz”, które zawijały do trzech przystani: przy Teatrze Kamała, na ulicy Achtiamowa i na ulicy Chadi Taktasz. Żegluga Kanałem Botanicznym do Sriedniego Kabana jest możliwa, ale utrudniona przez wąskie i niskie mosty. W XXI wieku na Niżnim Kabanie zorganizowano masowy wynajem łodzi rekreacyjnych.

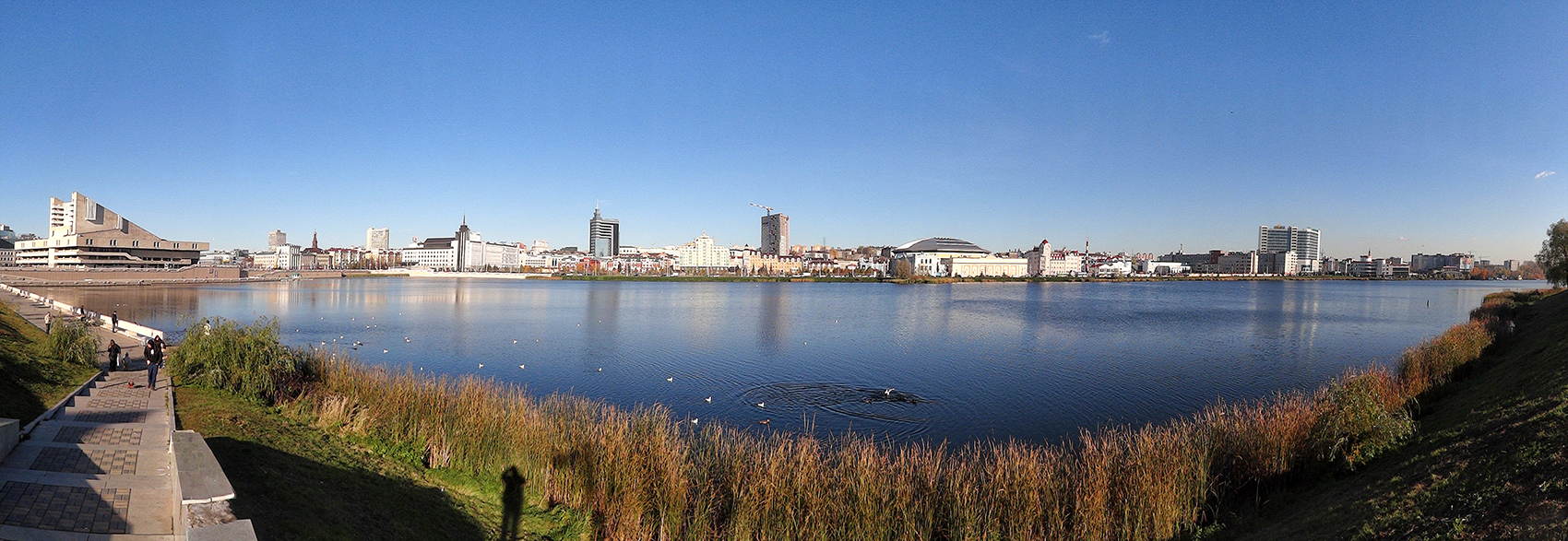
Niżnij Kaban, panorama